# Pierre Micheletti
Pour les articles homonymes, voir Micheletti.
Pierre Micheletti est un médecin, universitaire, et écrivain français, né le 28 juillet 1958 à Oran. Spécialiste des questions humanitaires internationales (principalement en santé mais aussi sur les enjeux environnementaux), il travaille depuis près de trente ans dans l’humanitaire (Médecins du Monde, Action contre la faim) et a publié de nombreux ouvrages consacrés à ces sujets. Il est enseignant à l'Institut d'Études Politiques et à la faculté de médecine de Grenoble, professeur associé au service temporaire (PAST), Président d'honneur  d'Action Contre la Faim, membre du Conseil National de la Santé Mentale.

## Biographie
Pierre Micheletti, né le 28 juillet 1958, est un médecin français engagé dans l'humanitaire. Médecin et titulaire du diplôme national de santé publique (Rennes 2000), Pierre Micheletti entreprend ses premières expériences à l'étranger entre 1985 et 1987, durant son internat en médecine générale, au cours duquel il se rend en Guyane et en Chine. En 1987, il rejoint Médecins du Monde en tant que chef de mission au Guatémala. Il s'investit alors dans des missions humanitaires à travers le monde, notamment en Afrique — Darfour, Rwanda, République du Congo… — mais aussi en Asie — Timor, Birmanie… — au Moyen-Orient et Maghreb et en Amérique Latine.
Directeur des programmes de Médecins du monde en 1996, il devient membre du bureau en 2003 avant d'être élu à la présidence de Médecins du Monde en  2006,, responsabilité qu'il exercera jusqu'en 2009. Depuis 2009, il est professeur associé à l'Institut d'études politiques de Grenoble.
Il est élu au conseil d'administration d'Action contre la faim en 2014, devient vice-président en 2015, puis succède à Thomas Ribémont en qualité de Président d'Action contre la Faim de juin 2019à juin 2023. Il en est depuis président d'honneur.
Il est également président de la Commission santé de l'UNIOPSS (Union nationale inter fédérale des œuvres et organismes privés sanitaires et sociaux).

### Ouvrages
En 2008, Pierre Micheletti signe son premier ouvrage : Humanitaire, s'adapter ou renoncer, publié par la maison d'édition Marabout. Il publiera en 2010 Les Orphelins chez la maison d'édition Embrasure, puis en 2011 Afghanistan : Gagner les cœurs et les esprits aux Presses universitaires Grenobloises, en 2016 Les poissons pleurent aussi chez les éditions Lucien Souny et en 2018 Une mémoire d'Indiens aux Éditions Parole. En 2020, il signe 0,03% ! - Pour une transformation du mouvement humanitaire international aux Éditions Parole. Cet ouvrage paraît également en anglais, en 2021, sous le titre 0.03%! Let’s transform the international humanitarian movement.

### Humanitaire: thèses et rapports
- Le monopole occidental ne répond plus aux équilibres du monde, Le Monde, 21 mai 2016.
- Faut-il changer de culture humanitaire ?, France culture, 2016.
- Les Roms/Tziganes étrangers en banlieue parisienne : quelles interactions pour quel accès aux soins, mémoire de Médecin Inspecteur de Santé Publique, DDASS et secteur associatif, 2001, Rennes : ENSP de Rennes.
- Santé communautaire et action humanitaire, Baumann M., Châlons S., (dir), ENSP, Rennes, 2001.
- « Le médical, l'éthique et le politique : quelles interactions, pour quelle santé ? » Actes du colloque Santé Publique et Éthique Universelle, 1999, Elsevier, Paris.
- Cuba, situations des prisonniers politiques, FIDH, Human Rights Watch America's, Médecins du Monde, 1995.
- Étude démographique de la province du Shi-Chuan et analyse du système de santé. Médecine. Montpellier : Faculté de médecine, Université de Montpellier 1, sous la direction du Pr Baylet, 1986.

1. ↑  Fiche Who's Who
2. 1 2  Éric Favereau, « L'anti-Kouchner », Libération,‎ 13 octobre 2008 (lire en ligne)
3. ↑  Le Progrès
4. ↑  La Montagne
5. ↑  « Pierre Micheletti élu Président d’Action contre la Faim », sur Action contre la Faim (consulté le 17 juillet 2019)
6. ↑  Pierre Micheletti, Humanitaire : s'adapter ou renoncer, Marabout, 17 septembre 2008, 246 p. (ISBN 978-2-501-08278-5, lire en ligne)
7. ↑  Pierre Micheletti, Les orphelins : roman, Paris/Genève/Paris, Editions Embrasure, 18 novembre 2010, 342 p. (ISBN 978-2-940382-35-4, lire en ligne)
8. ↑  Pierre Micheletti, Afghanistan, gagner les cœurs et les esprits, PUG, 2014, 296 p. (ISBN 978-2-7061-2279-8, lire en ligne)
9. ↑  Pierre Micheletti, Les poissons pleurent aussi, Lucien Souny, 2016, 240 p. (lire en ligne)
10. ↑  Pierre Micheletti, Une mémoire d'Indiens : récit d'un médecin du monde, Artignosc-sur-Verdon, Parole, septembre 2018, 267 p. (ISBN 978-2-37586-026-7)
11. ↑  « 0,03 % ! - Pour une transformation du mouvement humanitaire international », sur éditions parole (consulté le 19 septembre 2021)
12. ↑  « 0.03%! Let’s transform the international humanitarian movement - eBook », sur éditions parole (consulté le 19 septembre 2021)